# Villa Maatsch
Die Villa Maatsch in Hannover wurde im 19. Jahrhundert als Wohnsitz für den Königlichen Gartenmeister der Herrenhäuser Gärten errichtet. Die denkmalgeschützte, nach dem Professor für Zierpflanzenbau Richard Maatsch benannte Villa findet sich unter der Adresse Burgweg 11 in Herrenhausen auf dem Plantagen-Gelände der ehemaligen Hochschule für Gartenbau und Landeskultur, heute eine naturwissenschaftliche Fakultät der Leibniz Universität Hannover.

## Geschichte

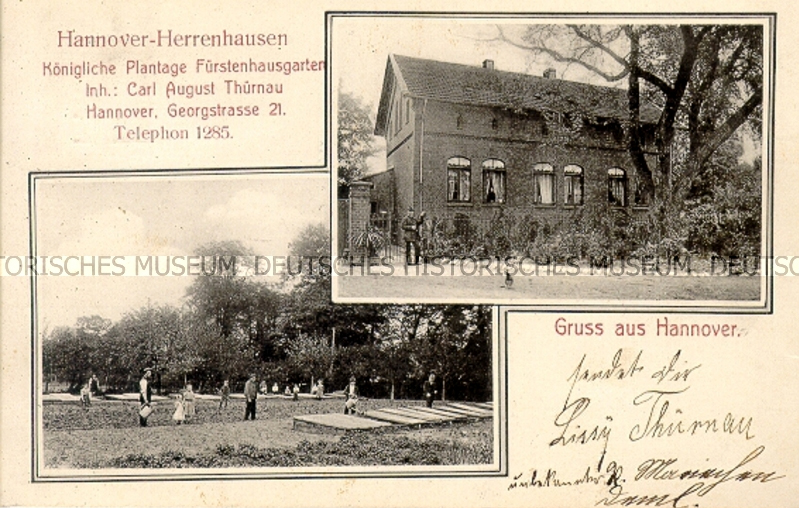
Die spätere Villa Maatsch auf einer kurz vor dem Ersten Weltkrieg versandten Ansichtskarte der Firma Königliche Plantage Fürstenhausgarten, Inh.: Carl August Thürnau;
Lichtdruck von Rolf & Co. um 1900; Copyfraud vom Deutschen Historischen Museum vom 21. Jahrhundert

Die Villa Maatsch wurde im Jahr der Annexion des Königreichs Hannover durch Preußen 1866 errichtet für den damaligen königlichen Gartenmeister in der nordwestlichen Ecke des heutigen Universitätsgeländes, das ursprünglich während der Personalunion zwischen Großbritannien und Hannover von dem Königlich Großbritannischen und Kurfürstlich Braunschweig-Lüneburgischen Gartenmeister Johann Jonas Christian Tatter im Auftrag von König Georg III. als „[…] Nursery und Baum-Schule“ angelegt wurde.
Nach dem Zweiten Weltkrieg war der kleine Klinkerbau zunächst von drei Familien und zwei Alleinstehenden bewohnt. Als 1949 Richard Maatsch seine Zusage zur Berufung auf einen Lehrstuhl für Zierpflanzenbau von der Zuweisung genau dieser Villa abhängig machte, konnte das Erdgeschoss erst nach umfangreichem Schriftverkehr zwischen dem damaligen Stadtbaurat Heinrich Wiepking, Maatsch und dem Wohnungsamt freigeräumt werden.
Maatsch legte vor allem südlich der Villa eine Gartenlandschaft mit Farngarten an, wie ein städtebauliches Gutachten 1987 feststellte. So wurde das Universitätsgebäude mit der Gebäude-Nummer 4127 im Jahr 1997 mutmaßlich weniger aufgrund herausragender baulicher oder gestalterischer Qualitäten zum Baudenkmal erhoben, sondern offensichtlich hauptsächlich aufgrund seiner Geschichte.
Im Auftrag des Bauherrn Staatliches Baumanagement Hannover baute die Architektengemeinschaft vorrink wagner architekten die Villa Maatsch bis 2007 für das Zentrum für Strahlenschutz und Radioökologie der Leibniz Universität um. Hierfür wurden beispielsweise die Trennwände im Dachgeschoss entfernt zwecks Nutzung als größerer Büroraum.